# Задорожный, Борис Якимович
Борис Якимович Задорожный (11 июня 1923, г. Ахтырка, Богодуховская округа Харьковской губернии — 18 октября 1993, г. Харьков) — врач-дерматовенеролог, доктор медицинских наук (1966), профессор (1967), ректор Харьковского медицинского института (1959—1975)

## Биография
Родился 11 июня 1923 г. в городе Ахтырка Богодуховского округа Харьковской губернии в семье служащих.
В июне 1941 года окончил среднюю школу в Ахтырке.
С началом Великой Отечественной войны Борис Якимович был призван в ряды Красной Армии и стал курсантом Харьковского авиационного училища (с. Рогань), после — Каннской авиашколы (Красноярск), а затем был переведен в пехотное училище (Новосибирск). Участник боевых действий на Донском и Сталинградском фронтах . После тяжелого ранения (1942 г.) лечился в эвакогоспитале в Саратове . С мая по декабрь 1943 г. работал инструктором военного обучения при Ровенском военкомате Саратовской области. Далее, по октябрь 1945 г., служил комсоргом батальона в запасном стрелковом полку Саратовской области .
По окончании войны, в ноябре 1945 г., Задорожный Б. Я. поступил в Харьковский медицинский институт, которой окончил в 1951 г. и был зачислен на кафедру кожных и венерических болезней, где прошел почти весь научный путь: в 1952—1956 гг. работал ассистентом этой кафедры; в 1955 г. защитил кандидатскую диссертацию и стал доцентом и одновременно исполнял обязанности заместителя директора ХМИ по науке .
С 1956 года.- директор Украинского научно-исследовательского кожно-венерологического института (ныне Институт дерматологии и венерологии Академии медицинских наук Украины).
С 1959 по 1975 год гг. — ректор Харьковского медицинского института. Одновременно с 1966—1993 — зав. кафедрой кожных и венерических заболеваний ХМИ . Институт, под его руководством, начал проводить последипломное обучение выпускников лечебного и педиатрического факультетов в интернатуре (с 1967 г., а с 1971 г. этот опыт подготовки выпускников вводят во всех медицинских вузах СССР) .
В 1968 году г. институту была поручена апробация новой формы обучения — преддипломной специализации (субординатура) на лечебном факультете, факультетах терапии, хирургии, акушерства и гинекологии и на факультете педиатрии с детскими инфекционными болезнями и детской хирургии. В 1971 году этот опыт позволил провести на базе ХМИ Первую Всесоюзную учебно-методическую конференцию, посвященную внедрению субординатуры.
18 октября 1993 р. Борис Якимович Задорожный умер, похоронен в городе Ахтырка.

## Научная деятельность
Под его руководством были подготовлены 6 докторов и 23 кандидата наук. На протяжении многих лет он был заместителем председателя Всесоюзного и Украинского обществ дерматовенерологов, членом редакционного совета двух журналов, редактором отдела Большой медицинской энциклопедии (3-е издание), членом Харьковского обкома союза медработников. Изучал влияние ионизирующей радиации на кожу человека и животных. Применил электронный парамагнитный резонанс в дерматологии . Установил патогенетическую роль свободных радикалов при псориазе .
Б. Я. Задорожный является автором около 180 научных работ по актуальным проблемам дерматовенерологии, из них 7 монографий.

## Награды
- Орден «Знак Почета» (1961),
- Орден Трудового Красного Знамени (1966),
- Орден Октябрьской революции (1971),
- Орден Отечественной войны I степени (1985),
- Почетная грамота Президиума Верховного Совета РСФСР (1984),
- Медаль «За боевые заслуги»
- медаль «За доблестный труд»[1] ,
- знак «Отличнику здравоохранения» (1955)[2]